# John Oswald (Politiker)
Hon. John Kenneth Gibson Oswald (* 6. Juni 1939) ist ein australischer Politiker der Liberal Party, der von 1979 bis 2002 Mitglied sowie zwischen 1997 und 2002 Sprecher des South Australian House of Assembly war.

## Leben
John Kenneth Gibson Oswald absolvierte ein Pharmaziestudium an der University of Adelaide und war danach als Apotheker tätig. Er engagierte sich bei Rotary und wurde bei der Wahl am 15. September 1979 für die Liberal Party im Wahlkreis Morphett erstmals zum Mitglied des South Australian House of Assembly gewählt, des Unterhauses des Parlaments von South Australia, und konnte sich dabei gegen den bisherigen Wahlkreisinhaber Terry Groom von der Australian Labor Party (ALP) durchsetzen. Er vertrat diesen Wahlkreis bis zu seinem Verzicht auf eine erneute Kandidatur bei der Wahl am 9. Februar 2002, woraufhin der Wahlkreis von seinem Parteifreund Duncan McFetridge übernommen wurde. Während seiner langjährigen war er zwischen dem 11. Oktober 1979 und dem 10. Februar 1986 Mitglied des Ausschusses für öffentliche Finanzen sowie vom 12. Februar bis zum 6. August 1992 Mitglied des Ausschusses für soziale Entwicklung. Darüber hinaus fungierte er zwischen 1985 und 1989 sowie erneut von 1990 bis 1991 als Opposition Whip und damit als Parlamentarischer Geschäftsführer der oppositionellen Liberal Party-Fraktion.
Nach dem Wahlsieg der Liberal Party bei der Wahl am 11. Dezember 1993 wurde Oswald in die Regierung von Premier Dean Brown berufen und fungierte in dieser vom 14. Dezember 1993 bis zum 22. Dezember 1995 als Minister für Freizeit, Sport und Rennsport (Minister for Recreation, Sport and Racing) und Minister für Wohnungsbau, Stadtentwicklung und Beziehungen zur Kommunalverwaltung (Minister for Housing, Urban Development and Local Government Relations). Nach seinem Ausscheiden aus der Regierung war er zwischen dem 6. Februar 1996 und dem 2. Dezember 1997 Mitglied des Ausschusses für öffentliche Arbeiten.
Als Nachfolger seines Parteifreundes Graham Gunn wurde John Oswald am 2. Dezember 1997 als Speaker zum Sprecher des House of Assembly gewählt und bekleidete das Amt des Parlamentspräsidenten bis zu seinem Ausscheiden aus der Legislativversammlung am 8. Februar 2002, woraufhin der parteilose ehemalige Liberale Peter Lewis am 5. März 2002 neuer Sprecher wurde. Als Sprecher der Legislativversammlung war er zwischen dem 2. Dezember 1997 und dem 8. Februar 2002 zugleich kraft Amtes Mitglied des Mitglied des Gemeinsamen Ausschusses für parlamentarische Dienste sowie des Geschäftsordnungsausschusses.
Für seine Verdienste wurde ihm am 1. Januar 2001 anlässlich des 100-jährigen Bestehens des Australischen Bundes die Centenary Medal verliehen. Am 2. Mai 2002 wurde ihm aufgrund einer mindestens dreijährigen Amtszeit als Sprecher der Legislativversammlung der Höflichkeitstitel The Honourable verliehen.

## Hintergrundliteratur
- Parliament of South Australia: Statistical Record of the Legislature 1836–2007 (Memento vom 11. März 2019 im Internet Archive)
- Robert Martin: Responsible Government in South Australia, Band 2, Wakefield Press, 2009, ISBN 978-1-8625-4-8442, S. 83 f. (Onlineversion (Auszug))

## Weblink
- Hon John Oswald. In: Parlament von South Australia. Abgerufen am 2. April 2024 (englisch).